# Balun (ples)
Balun ili balon, najrašireniji je i najizvođeniji narodni ples na Istarskom poluotoku. U njegovu izvođenju sudjeluje više plesnih parova ravnomjerno raspoređenih po kružnici, s plesačem s unutarnje i plesačicom s vanjske strane kruga. Oni se kreću suprotno od smjera kazaljke na satu, dok se jedan par, ili nekoliko pojedinačnih plesača, okrećući se oko svoje osi, vrte u smjeru kazaljke na satu.
Na prvome mjestu u plesnom nizu nalazi se glavni plesač s partnericom, koji povikom »opsasa« ili udarcem noge o pod daje znak ostalim plesačima za promjenu plesne figure. Broj plesnih figura varira od tri u barbanskom i medulinskome (prebiranje, hodit i obraćanje, tj. prebiranje, vrćenje, koračanje), preko četiri u labinskome (prebirat, valcat, šetat ili hodit uokole, vrtet ili obrnut), do šest u rudanskome (homo po ženski, hodit, prebirat, mali okret, obrni se malo, obraćat) i osam u beramskome balunu, koji nema posebno nazivlje za pojedinačne figure u plesu, a izvode se u kanonu. Kanonski način izvedbe plesnih figura osobito je zamjetljiv u figuri vrtet. Pleše se uglavnom u okviru 4/4 mjere s različitim ritamskim obrascima; posebno se ističe metroritamski obrazac sastavljen od četiriju osminskih triola, koji se pojavljuje u prvoj i četvrtoj figuri beramskoga baluna. Izvodi se uz pratnju miha ili roženica, rjeđe šurli ili vidalice, a iznimno i uz pratnju harmonike. U nedostatku glazbala može se plesati i uz tarankanje.